# 張天性
張天性（？—？），字本仁，山東東昌府濮州人，明朝政治人物。

## 生平
弘治十七年（1504年）甲子科山東鄉試舉人。正德九年（1514年）中式甲戌科三甲第一百六十二名進士。十二年八月授户科給事中，十六年正月出为河南按察司佥事，後歷官山西按察司副使。

## 家族
父张真，母王氏。子张继文，歲貢，知東光縣。孫张伯耕，布政司理間。